# Baldrian
Baldrian (Valeriana) er en slægt med ca. 20 arter, der er udbredt i de tempererede egne af alle kontinenter, dvs. undtagen Antarktis. Det er flerårige, urteagtige planter (eller i få tilfælde: buske). Bladene er modsat stillede og hele eller fjerdelte. Blomsterne er regelmæssige og 3 eller 5-tallige. Kronbladene er sammenvoksede.

## Arter
Her beskrives kun de arter, der er vildtvoksende i Danmark, eller som dyrkes her.
- Lægebaldrian (Valeriana officinalis)
- Hyldebladet baldrian (Valeriana sambucifolia)
- Tvebo baldrian (Valeriana dioica)
- Dværgbaldrian (Valeriana supina)
- Bjergbaldrian (Valeriana montana)

### Andre arter
| - Valeriana acutiloba - Valeriana alliariifolia - Valeriana amurensis - Valeriana bridgesii - Valeriana californica - Valeriana capitata - Valeriana chaerophylloides - Valeriana edulis - Valeriana fauriei | - Valeriana interrupta - Valeriana jatamansi - Valeriana kilimandscharica - Valeriana pauciflora - Valeriana procera - Valeriana pseudofficinalis - Valeriana scandens - Valeriana sitchensis - Valeriana tuberosa |